# 門井掬水
門井 掬水（かどい きくすい、明治19年（1886年）11月20日 - 昭和51年（1976年）5月1日）は、明治時代から昭和時代にかけての日本画家。

## 来歴
鏑木清方の門人。本名は英。明治19年（1886年）、茨城県鹿島郡大洋村（現・鉾田市札）で門井源左衛門・まさ夫妻の三男として生まれる。生家は屋号を「銭屋」といい、父は明治中期に当時の白鳥村の初代村長を務めるほどの裕福な家であった。上京した両親が湯島で八百屋を営み鏑木清方宅に出入りしたのが縁で、明治29年（1896年）に湯島切通に住んでいた清方から画業を教わる。明治30年（1897年）に正式に入門、まだ湯島小学校の小学生の時で、清方の最初の門人であった。清方は当時挿絵を描いていた。明治33年（1900年）、連合絵画共進会に「燈下読書」を出品、三等褒状を得ている。
明治34年（1901年）に清方、山中古洞、都築真琴、鰭崎英朋ら青年挿絵画家によって烏合会が結成されると、明治39年（1906年）の第13回烏合会展に「卯月花紅葉」、「露のたより」を出品、これ以降、同年10月の第14回烏合会展に「蓮花舟」を出品、明治41年（1908年）の第17回展に「山崎与次兵衛」を、明治43年（1910年）の第21回展に「河風」を、明治44年（1911年）の第22回展に「雪娘」を、明治45年（1912年）5月の第23回展に「お手伝い」をというように出品を重ねている。また、この間、明治41年（1908年）の第6回美術研精会展に「蓮花舟」を、明治43年（1910年）の第10回巽画会展に「蘭湯」を出品、第11回の巽画会展に出品した「むろの花」が褒状一等を得た。
大正3年（1914年）の東京大正博覧会に「雑司ヶ谷の夕」を出品、翌大正4年（1915年）に清方門下により結成された郷土会の運営に力を尽くし、同年に開催された第1回郷土会の展覧会から昭和6年（1931年）開催の第16回展まで、ほぼ毎回のように作品を出品していた。大正5年（1916年）の第2回郷土会展に「春日野」を、翌大正6年（1917年）の第3回展に「二番目頃」を出品などしている。さらに、大正10年（1921年）に開催された第3回帝展に「芽生」が初入選、以後第7回展に「黒胡蝶」、第9回展に「傀儡子」、第10回展に「七夕」と、師にならった清麗な風俗美人画を続けて出品、清方の歩みにぴったり寄り添うような画業であった。そのほか、昭和15年（1940年）に開催された紀元二千六百年奉祝美術展には「夕浜」を出品、昭和16年（1941年）の第4回新文展に「神津島の女」、昭和17年（1942年）の第5回新文展に「和具の海女」、昭和18年（1943年）の第6回新文展に「船越の盂蘭盆（笹舟流し）」を出品、入選を続けた。また、日本画会のほか、第二次世界大戦後は日展にも作品を出品した。昭和32年（1957年）には永田春水、浦田正夫らと茨城日展会を結成した。昭和51年（1976年）5月1日没。享年89。東京の多摩墓地（現在の多摩霊園）に葬られた。
東京都目黒区下目黒一丁目に広大・豪壮な造りの料亭・和風レストランや式場、展示会場を有する目黒雅叙園は、室内の天井、壁面、襖などを膨大な日本画作品で飾っていることで知られる。それらの中に掬水の作品も多数含まれる。ほとんどが端整な日本髪・着物姿の、極め付きの美人画である。「掬水の間」も設けられている。「目黒雅叙園コレクション」の掬水作品の中から現在は所有者が代わったものも少なくない。
大正6年（1917年）11月、清方夫妻の媒酌で東大病院看護婦の伊藤このと結婚。8歳下のこのとは生涯連れ添い、二男四女をもうけた。都内雑司ヶ谷に新居を構えたが、その後いくどか都内を転居。大戦末期の昭和20年（1945年）3月には空襲で自宅を焼失し、昭和27年（1952年）2月まで静岡県の御殿場に疎開した。昭和27年10月から東京都葛飾区亀有五丁目に住み、ここが終の棲家になった。個展は晩年だが、静岡市内の画廊で昭和45年（1970年）4月と昭和46年7月、2回開いた。また平成24年には水戸市の常陽藝文センターで掬水展が開催され、21点が2か月にわたり展示された。
門人に毛利錠佐久、川合要、大槻多一郎がいる。

## 画風
掬水の師・鏑木清方は、掬水より8歳年長だが掬水同様、長命であり93歳まで健在だった。清方の死去2年前の昭和45年（1970年）、静岡市内の画廊で開かれた掬水の個展「門井掬水美人画展」に寄せた清方の言葉が伝わっている。その中で「掬水は子飼いの弟子だが、どんな修行にも一生のうちには迷いとあせりがあるものなのに、掬水はそうしたところを示したことがなく、またどんな場合にも名利にはしるような行動をしたことがない」と言う意味のことを述べている。
また、「目黒雅叙園コレクション（6）」の中で草薙奈津子は「まさに忠実な清方門人としての生涯を貫いた掬水の立場をよく言い表しており」と上記の清方の言葉を誉めたうえで「掬水こそ師の風を最もよく踏襲する美人画家」と述べている。
一方、日本美術の一般向け通史として近年よく読まれている辻惟雄著「日本美術の歴史」には、掬水に関する記事はなく、清方門下では川瀬巴水と伊東深水の名がみえる。深水は掬水より12歳年少の弟弟子であったにもかかわらず、兄弟子・掬水を知名度ではるかにしのいでいる。『広辞苑』に掬水の名を見ることはないが、深水は「的確な描線と豊かな色彩で女性の理想美を追求」と記されている。

## 作品
- 「芽生」第3回帝展出品
- 「木蓮の花咲く」第1回茨城美術展覧会
- 「越路の朝市」第3回茨城美術展覧会
- 「神津島の女」第4回文展
- 「野球場」第1回青流会展
- 「憩ひ」第3回茨城県展
- 「朝涼」第9回日展
- 「寿式三番叟」茨城県展招待出品
- 「湖畔」第1回茨城県芸術祭美術展覧会
- 「黒胡蝶」　絹本着色　猿島資料館所蔵　大正15年（1926年）頃
- 「島娘」　絹本着色 猿島資料館所蔵　昭和12年（1937年）
- 「舞い」　絹本着色 猿島資料館所蔵
- 「初秋」　絹本着色 猿島資料館所蔵
- 「お手前」　絹本着色 猿島資料館所蔵
- 「舞踏の楽屋」　紙本着色 六曲一双　屏風　昭和10年（1935年）
- 「夕浜」　絹本着色 　茨城県天心記念五浦美術館所蔵　昭和15年（1940年）
- 「念仏講」　絹本着色　茨城県天心記念五浦美術館所蔵
- 「秋の山路」　絹本着色　平野美術館寄託

## 参考図書
- 鏑木清方記念美術館編  『鏑木清方の系譜 ‐師水野年方から清方の弟子たちへ‐ 』 鏑木清方記念美術館、2008年
- 「近代美人画正系の画家‐門井掬水」『常陽・藝文』 2012年5月号  常陽藝文センター、2012年
- 大内健二 『茨城書画鑑賞の手引き』  筑波書林、80P
- 「大洋村史」大洋村史編纂委員会、158P
- 柏木智雄、内山淳子、片多祐子著、横浜美術館企画・監修『はじまりは国芳　江戸スピリットのゆくえ』　大修館書店、2012年